# Reader
Ein Reader (engl. Fibel; Plural im Englischen readers, im Deutschen Reader) ist eine – meist auszugsweise – Zusammenstellung von überwiegend wissenschaftlichen Texten eines oder mehrerer Autoren unter einem gemeinsamen Oberthema. Reader werden meistens in Vorbereitung auf Konferenzen und Seminare ausgegeben und nehmen die Funktion eines gemeinsamen Lektürekanons ein. Das Konzept entstammt der angloamerikanischen akademischen Praxis.
Als Publikationstyp sind im deutschsprachigen Raum mit Readern zumeist Bücher und Textsammlungen bezeichnet, die eine Auswahl bereits andernorts publizierter, kanonischer Texte aus einem wissenschaftlichen Gebiet (Kunstgeschichte, Literaturtheorie, Wissenschaftstheorie etc.) kommentiert edieren. Reader dienen dazu, Einblick in die Entwicklung eines Faches, einer Disziplin oder einer Methode zu geben.

## Andere Bedeutungen
Des Weiteren findet sich im angloamerikanischen Sprachraum die Kurzform Reader u. a. für Feedreader und ähnliche auf das Lesen von Nachrichten, die in einem bestimmten Format geliefert werden, spezialisierte Anwendungen. In ähnlicher Form wird auch ein Gerät zum Lesen bzw. zur Anzeige elektronischer Bücher als Reader (→ E-Book-Reader) bezeichnet.